# خوسيه مورينو سانشيز
خوسيه مورينو سانشيز (بالإسبانية: José Moreno Sánchez)‏ هو دراج إسباني، ولد في 18 نوفمبر 1993 في أوسا دي مونتييل في إسبانيا.

## وصلات خارجية
- خوسيه مورينو سانشيز على موقع أرشيف الدراجات (الإنجليزية)